# Лицька Єсениця
44°59′ пн. ш. 15°26′ сх. д. / 44.99° пн. ш. 15.44° сх. д.
Лицька Єсениця (хорв. Lička Jesenica) — населений пункт у Хорватії, у Карловацькій жупанії у складі громади Саборсько.

## Населення
Населення за даними перепису 2011 року становило 100 осіб.
Динаміка чисельності населення поселення: